# Jacques Toupet
Jacques Toupet (Melun, Francia, 1943) es un artista plástico francés. Su obra puede dividirse en varios periodos, al principio de su carrera elaboró principalmente dibujos y diseños en blanco y negro destinados en muchas ocasiones a publicaciones impresas y carátulas de discos. Tras un viaje a México y Guatemala, su estilo sufrió una transformación, adoptando nuevas formas y comenzando a emplear el color en sus composiciones. A partir de los años 90 del siglo XX realizó obras empleando la técnica del acrílico y más tarde el grabado.